# كسيلة معمري
كسيلة جوليان معمري (من مواليد 23 فبراير 1999) هو لاعب كرة ريشة فرنسي جزائري تدرب في نادي أولينز في فرنسا. في حدث الناشئين حصل على المركز الثالث في بطولة البرتغال الدولية في حدث زوجي الأولاد. حصل على الميداليات الذهبية في بطولة إفريقيا أعوام 2017 و 2019 و 2020 و 2021 و 2022 لزوجي الرجال مع شريكه يوسف صبري ميدل، وفي 2018 و 2019 للزوجي المختلط مع ليندا مازري، وأيضًا في عامي 2021 و 2022 للزوجي المختلط مع تنينة معمري. حصل مع مازري على الميدالية الذهبية في دورة الألعاب الإفريقية 2019.

## الإنجازات

### الألعاب الإفريقية
الزوجي المختلط
| السنة | المكان                                               | الشريك      | الخصم                    | النتيجة      | المركز        | مراجع  |
| ----- | ---------------------------------------------------- | ----------- | ------------------------ | ------------ | ------------- | ------ |
| 2019  | مركز عين الشق الرياضي الداخلي، الدار البيضاء، المغرب | ليندا مازري | أدهم حاتم الجمل ضحى هاني | 21–19، 21–16 | ميدالية ذهبية | [ 11 ] |

### البطولة الإفريقية
زوجي الرجال
| سنة  | مكان                                               | شريك                  | الخصم                                          | نتيجة               | نتيجة         |
| ---- | -------------------------------------------------- | --------------------- | ---------------------------------------------- | ------------------- | ------------- |
| 2017 | جون بارابل هول, </br> بينوني ، جنوب أفريقيا        | </img> يوسف صبري مديل | </img> أندريس مالان </img> جيمس هيلتون مكمانوس | 13-21، 21-19، 21-9  | </img> ذهب    |
| 2018 | Salle OMS Harcha Hacéne ، </br> الجزائر, الجزائر   | </img> يوسف صبري مديل | </img> محمد عبد الرحيم بلعربي </img> عادل حميك | 18-21، 22-20، 18-21 | </img> فضة    |
| 2019 | مركز ألفريد ديت سبيف, </br> بورت هاركورت ، نيجيريا | </img> يوسف صبري مديل | </img> انيجوه ابه </img> إسحاق مينافي          | 21-18، 21-17        | </img>ذهب     |
| 2020 | صالة ستاد القاهرة 2 , </br> القاهرة ، مصر          | </img> يوسف صبري مديل | </img> اتيش لوبا </img> جوليان بول             | 19-21، 21-14، 24-22 | </img>ذهب     |
| 2021 | ام تي ان ارينا, </br> كمبالا ، أوغندا              | </img> يوسف صبري مديل | </img> عبد الرحمن عبد الحكيم </img> احمد صلاح  | 21-16، 21-13        | </img>ذهب     |
| 2022 | لوجوجو أرينا, </br> كمبالا، أوغندا                 | </img> يوسف صبري مديل | </img> ادهم حاتم الجمال </img> احمد صلاح       | 21-23، 21-19، 21-18 | </img>ذهب     |
| 2023 | جون بارابل هول, </br> بينوني ، جنوب أفريقيا        | </img> يوسف صبري مديل | </img> جاريد إليوت </img> روبرت سمرز           | 21-12، 18-21، 19-21 | </img>برونزية |

الزوجي المختلط
| سنة  | مكان                                              | شريك                | الخصم                                  | نتيجة               | نتيجة      |
| ---- | ------------------------------------------------- | ------------------- | -------------------------------------- | ------------------- | ---------- |
| 2018 | Salle OMS Harcha Hacéne، </br> الجزائر العاصمة    | </img> ليندا مازري  | </img> انيجوه ابه </img> السلام أورجي  | 21-17، 15-21، 21-12 | </img> ذهب |
| 2019 | مركز ألفريد ديت سبيف, </br> بورت هاركورت، نيجيريا | </img> ليندا مازري  | </img> انيجوه ابه </img> السلام أورجي  | 15-21، 21-16، 21-18 | </img> ذهب |
| 2020 | صالة ستاد القاهرة 2 , </br> القاهرة، مصر          | </img> ليندا مازري  | </img> ادهم حاتم الجمال </img>ضحى هاني | 13-21، 21-18، 19-21 | </img>فضة  |
| 2021 | ام تي ان ارينا, </br> كمبالا، أوغندا              | </img> تانينا معمري | </img> ادهم حاتم الجمال </img>ضحى هاني | 21-10، 21-7         | </img>ذهب  |
| 2022 | لوجوجو أرينا, </br> كمبالا، أوغندا                | </img> تانينا معمري | </img> جاريد إليوت </img>ايمي اكرمان   | 21-13، 21-14        | </img>ذهب  |
| 2023 | جون بارابل هول, </br> بينوني ، جنوب أفريقيا       | </img> تانينا معمري | </img> ادهم حاتم الجمال </img>ضحى هاني | 21-15، 21-13        | </img>ذهب  |

### ألعاب البحر الأبيض المتوسط
زوجي الرجال
| السنة | المكان                                               | الشريك         | الخصم                               | النتيجة             | المركز        | مراجع         |
| ----- | ---------------------------------------------------- | -------------- | ----------------------------------- | ------------------- | ------------- | ------------- |
| 2022  | قاعة الرياضات المتعددة الأغراض، وادي تليلات، الجزائر | يوسف صبري ميدل | بابلو أبيان فيسن لويس إنريكي بيريرا | 14–21، 21–19، 21–16 | ميدالية ذهبية | [ 12 ] [ 13 ] |

### سلسلة/تحدي BWF الدولي (16 لقبًا، 8 وصيفين)
زوجي الرجال
| سنة  | المسابقة             | شريك                  | الخصم                                                    | نتيجة               | نتيجة                            |
| ---- | -------------------- | --------------------- | -------------------------------------------------------- | ------------------- | -------------------------------- |
| 2019 | كينيا الدولية        | </img> يوسف صبري مديل | </img> اتيش لوبا </img>جوليان بول                        | 14-21، 22-20، 21-18 | </img> الفائز                    |
| 2019 | مصر الدولية          | </img> يوسف صبري مديل | </img> باول بيتريا </img>جان رودزينسكي                   | 21-19، 24-22        | </img> الفائز                    |
| 2019 | الجزائر الدولية      | </img> يوسف صبري مديل | </img> باول بيتريا </img> جان رودزينسكي                  | 21-16، 21-16        | </img> الفائز                    |
| 2019 | زامبيا الدولية       | </img> يوسف صبري مديل | </img> ادهم حاتم الجمال </img>احمد صلاح                  | 22-20، 19-21، 14-21 | </img> المتسابق الثاني في السباق |
| 2019 | جنوب أفريقيا الدولية | </img> يوسف صبري مديل | </img> ادهم حاتم الجمال </img>احمد صلاح                  | 21-17، 21-17        | </img> الفائز                    |
| 2021 | بيرو الدولية         | </img> يوسف صبري مديل | </img> أنيبال ماروكين </img>جوناثان سوليس                | 21-18، 21-15        | </img> الفائز                    |
| 2023 | البرازيل الدولية     | </img> يوسف صبري مديل | </img> فابريسيو فارياس </img>دافي سيلفا                  | 21-16، 21-18        | </img> الفائز                    |
| 2023 | الكاميرون الدولية    | </img> يوسف صبري مديل | </img> ملاحظة رافيكريشنا </img>سانكار براساد أوداياكومار | 12-21، 19-21        | </img> المتسابق الثاني في السباق |
| 2023 | لاغوس الدولية        | </img> يوسف صبري مديل | </img> ملاحظة رافيكريشنا </img>سانكار براساد أوداياكومار | 15-21، 14-21        | </img> المتسابق الثاني في السباق |
| 2023 | الجزائر الدولية      | </img> يوسف صبري مديل | </img> محمد عبد الرحيم بلعربي </img>عادل حميك            | 21-13، 27-25        | </img> الفائز                    |
| 2023 | غواتيمالا الدولية    | </img> يوسف صبري مديل | </img> أيوب كاستيلو </img>لويس مونتويا                   | 18-21، 17-21        | </img> المتسابق الثاني في السباق |
| 2023 | زامبيا الدولية       | </img> يوسف صبري مديل | </img> كين شوك </img>آندي كوك                            | 21-11، 15-21، 21-13 | </img> الفائز                    |

الزوجي المختلط
| سنة  | المسابقة               | شريك                | الخصم                                                   | نتيجة               | نتيجة                            |
| ---- | ---------------------- | ------------------- | ------------------------------------------------------- | ------------------- | -------------------------------- |
| 2022 | أوغندا الدولية         | </img> تانينا معمري | </img> سينثيل فيل جوفينداراسو </img>فينوشا راداكريشنان  | 19-21، 21-18، 22-20 | </img> الفائز                    |
| 2022 | جزر المالديف الدولية   | </img> تانينا معمري | </img> روهان كابور </img>ن. سيكي ريدي                   | 16-21، 18-21        | </img> المتسابق الثاني في السباق |
| 2023 | سانتو دومينغو المفتوحة | </img> تانينا معمري | </img> لويس مونتويا </img> ميريام رودريجيز              | 21-13، 21-19        | </img> الفائز                    |
| 2023 | موريشيوس الدولية       | </img> تانينا معمري | </img> هاريهاران أمساكارونان </img>فارشيني فيسواناث سري | 16-21، 17-21        | </img> المتسابق الثاني في السباق |
| 2023 | ريونيون مفتوحة         | </img> تانينا معمري | </img> هاريهاران أمساكارونان </img>فارشيني فيسواناث سري | 21-19، 21-14        | </img> الفائز                    |
| 2023 | البرازيل الدولية       | </img> تانينا معمري | </img> دافي سيلفا </img>سانيا ليما                      | 12-21، 15-21        | </img> المتسابق الثاني في السباق |
| 2023 | الكاميرون الدولية      | </img> تانينا معمري | </img> ميها إيفانيتش </img>بيترا بولانك                 | 21-17، 21-17        | </img> الفائز                    |
| 2023 | أوغندا الدولية         | </img> تانينا معمري | </img> كادن كاكورا </img>جوهانيتا شولتز                 | 21-17، 21-18        | </img> الفائز                    |
| 2023 | مصر الدولية            | </img> تانينا معمري | </img> جونز رالفي يانسن </img>جوليا ماير                | 19-21، 18-21        | </img> المتسابق الثاني في السباق |
| 2023 | الجزائر الدولية        | </img> تانينا معمري | </img> هوغو شانثاكيسون </img>ليلى زروق                  | 21-12، 21-6         | </img> الفائز                    |
| 2023 | غواتيمالا الدولية      | </img> تانينا معمري | </img> لويس مونتويا </img>ميريام رودريجيز               | 21-17، 16-21، 21-19 | </img> الفائز                    |
| 2023 | زامبيا الدولية         | </img> تانينا معمري | </img> ملفين أبياه </img>فيلينا أبياه                   | 21-5، 21-13         | </img> الفائز                    |

  BWF International Challenge tournament
  BWF International Series tournament
  BWF Future Series tournament